# Ртищево II
Рти́щево II — узловая железнодорожная станция Юго-Восточной железной дороги в городе Ртищево Саратовской области, имеющая большой транзитный грузопоток.

## Деятельность
На станции осуществляются прием и выдача грузов (только на подъездных путях и местах необщего пользования).